# Chiesa di San Donato (Robilante)
La chiesa di San Donato è la parrocchiale di Robilante, in provincia di Cuneo e diocesi di Cuneo-Fossano; fa parte della zona pastorale delle Valli Gesso e Vermenagna.

## Storia
Verosimilmente in un'epoca assai remota l'area di Robilante fece parte della diocesi di Torino, per poi passare in un secondo momento a quella di Asti. 
Una cappella doveva esistere in paese già nell'XI secolo, come si dedurrebbe da un documento dell'abbazia di San Dalmazzo di Pedona, anche se la prima citazione diretta e sicura risale al 1345 e attesta la sua dipendenza dalla pieve di Santa Maria di Cuneo.
Nel 1436 la chiesa di San Donato venne aggregata alla diocesi di Mondovì.
La costruzione di una nuova parrocchiale fu deliberata nel 1683 e l'anno successivo fu avviato il cantiere; i lavori vennero ultimati tra la fine di quel decennio e l'inizio del successivo, mentre il coro e la facciata videro il loro completamento appena nel 1791.
Nel 1817 la chiesa entrò a far parte della diocesi di Cuneo, istituita il 17 luglio di quell'anno da papa Pio VII con la bolla Beati Petri.
L'edificio fu interessato nel 1964 da alcuni interventi, che videro ad esempio il restauro della facciata, la sostituzione di alcune vetrate e l'aggiustamento dell'organo.
Nel 1993 si procedette alla ristrutturazione della navata principale, della cupola e del cupolino, mentre nel 2003 si provvide alla posa del nuovo pavimento in pietra di Luserna.

## Descrizione

### Esterno
La facciata a salienti della chiesa, rivolta a settentrione, è suddivisa da una cornice marcapiano in due registri, entrambi scanditi da lesene binate: quello inferiore presenta centralmente il portale d'ingresso, sormontato dal frontoncino spezzato, e ai lati due finestre, mentre quello superiore è caratterizzato da una serliana e coronato dal timpano di forma triangolare.
Annesso alla parrocchiale è il campanile a base quadrata, la cui cella presenta su ogni lato una doppia monofora a tutto sesto ed è coperta dal tetto a quattro falde.

### Interno
L'interno dell'edificio si compone di tre navate, separate da pilastri abbelliti da lesene con capitelli con volute e sorreggenti degli archi a tutto sesto, sopra i quali corre la trabeazione modanata e aggettante su cui si impostano le volte di copertura; al termine dell'aula si sviluppa il presbiterio, rialzato di alcuni gradini, ospitante l'altare maggiore e chiuso dall'abside di forma semicircolare.